# Aleš Kacjan
Aleš Kacjan, slovenski flavtist, * 14. december 1958, Ljubljana.
Glasbeno izobrazbo je prejemal v Ljubljani (na Akademiji za glasbo pri prof. Borisu Čampi), v Londonu (prof. Michie Bennett) in Salzburgu pri prof. Ireni Grafenauer. Od leta 1985 je solo flavtist v orkestru Slovenske filharmonije. Sodeloval je z glasbenimi imeni, kot so Vinko Globokar, Heinz Holliger, Maria Graf, Jacek Kaspzyk, Radovan Vlatković, Aleksander Rudin, Rudolf Baršai in drugimi. Je dobitnik nagrade Prešernovega sklada kot član pihalnega kvinteta Slowind. Z različnimi zasedbami je posnel 8 zgoščenk.